# شوت‌تارنای دوم
شوت‌تارنای دوم (Šuttarna) پادشاهی هوری بود که در آغاز سدهٔ چهاردهم پیش از میلاد بر میتانی فرمان می‌راند. شوتارنا از تبار پادشاه بزرگ آرتاتامای یکم بود. برپایهٔ نامه‌های عمارنه او همپیمان آمنهوتپ سوم بود. دختر شوت‌تارنا -گیلوخپا- به همسری آمنهوتپ درآمده‌بود.
میتانی در زمان پادشاهی شوت‌تارنای سوم اقتدار بسیاری یافت و مرزهای این کشور در غرب در منطقه آلالاخ همجوار مصر باستان بود و از شمال تا حدود رود عاصی در سوریه می‌رسید و آشوریه خراج‌گزار میتانی بود. در زمان او تازش هیتی‌ها به مرزهای شمالی میتانی به شکست ایشان انجامید.